# 周繼
周繼（1539年—？），字善卿，號志斋，山東濟南府歷城縣人，明朝政治人物。

## 生平
嘉靖三十七年（1558年）山東鄉試第六十二名舉人，嘉靖四十四年（1565年）登乙丑科進士，吏部观政，同年二月授直隸任丘县知县，隆慶二年（1568年）六月升刑部主事，四年八月升员外，九月升郎中，五年二月改光禄寺丞，万历元年（1573年）十一月养病。五年四月改补尚宝司丞，九年十一月改光禄寺少卿，十一年六月升南太常寺少卿，十四年六月升太仆寺卿，十五年二月升顺天府尹，十一月改太常寺卿，十六年六月以都察院右副都御史，巡撫應天。十八年四月官至南京户部右侍郎、总督粮储。十九年二月致仕丁忧归。

## 家族
曾祖周尚忠，訓導；祖父周居岐，知縣；父周六學，母張氏，累封安人。弟周續（庠生）。